# چای‌دوزو
چای‌دوزو (به لاتین: Çaydüzü، پیش از ۲۰۱۸ میلادی نوونیکلایفکا Novonikolayevka) یک منطقه مسکونی در جمهوری آذربایجان است که در شهرستان قوبا واقع شده‌است. چای‌دوزو ۲۵۷ نفر جمعیت دارد.